# Plectocomiopsis
Genre
Classification phylogénétique
Espèces de rang inférieur
- Plectocomiopsis corneri
- Plectocomiopsis geminiflora
- Plectocomiopsis mira
- Plectocomiopsis triquetra
- Plectocomiopsis wrayi

Plectocomiopsis est un genre de palmiers de la famille des Arecaceae. On trouve cette famille de palmiers en Thaïlande, Malaisie, Bornéo et Sumatra. Il contient les espèces suivantes :
- Plectocomiopsis corneri
- Plectocomiopsis geminiflora
- Plectocomiopsis mira
- Plectocomiopsis triquetra
- Plectocomiopsis wrayi

## Classification
- Famille des Arecaceae
  - Sous-famille des Calamoideae
    - Tribu des Calameae
      - Sous-tribu des Plectocomiinae